# 디스커버 (잡지)
《디스커버》(영어: Discover)는 미국의 타임에서 1980년 10월에 창간한 과학 잡지이다. 2010년부터 미국의 캄바흐 미디어(Kalmbach Media)가 소유하고 있다.

## 같이 보기
- 스티븐 페트라넥